# Iman Maleki

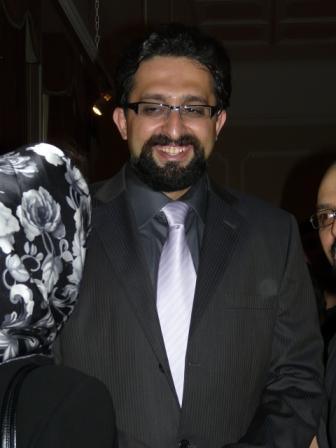
Iman Maleki - ایمان ملکی

Iman Maleki (Teherán, 1976 - ) es un pintor iraní del Hiperrealismo.
Desde muy niño sintió la vocación por la pintura; se graduó en la Universidad de Arte de Teherán como diseñador y estudió con el mejor pintor hiperrealista de Irán, Morteza Katouzian, perfeccionando una minuciosa técnica de realismo casi fotográfico. Fue galardonado con el premio William Bouguereau y el “Chairman’s Choice” en la II Competición Internacional de Art Renewal Center. Algunos le consideran el mejor pintor de arte realista del mundo. [cita requerida] Sus cuadros muestran la sencillez del pueblo iraní y la crudeza de la realidad en que se mueven, con ocasionales toques poéticos y surrealistas.